# 山口祇園祭
山口祇園祭（やまぐちぎおんさい）は、山口県山口市の八坂神社で行われる祭事。京の祇園祭を手本とした古式豊かな祭礼。御朱印は今八幡宮の社務所で戴ける。

## 概要
- 会場：八坂神社周辺。
- 開催日：7月20日から27日。

山口七夕ちょうちんまつり、山口天神祭と並び、山口三大祭りの一つに数えられる。
室町時代の応安3年（1370年）、山口市で京都を模した町づくりを行っていた大内氏の第24代当主弘世が京都から祇園社（現八坂神社）を勧請したのが山口市の八坂神社の始まりであり、これに併せて長禄3年（1459年）から祇園祭も当地で行われるようになったのが始まりである。
7月20日には鷺の舞（山口県の無形民俗文化財）の奉納が行われ、夕方には祇園囃を先頭に御神幸（裸坊とよばれる上半身裸の男衆により三体のみこしが八坂神社に奉納される）が行われる。京都の祇園社では既に途絶え、現在では行われていない。
7月24日には市民総踊りが行われ、「大内のお殿様」を市内各地から参加するグループが個性的に披露する。
最終日の7月27日には男神輿2基、女神輿1基で八坂神社へ御還幸がおこなわれる。